# Ianca (okręg Bihor)
Ianca (węg. Jankafalva) – wieś w Rumunii, w okręgu Bihor, w gminie Diosig. W 2011 roku liczyła 287 mieszkańców.